# Яколиш, Антонио
Антонио Яколиш (хорв. Antonio Jakoliš; род. 28 февраля 1992, Вараждин) — хорватский футболист, защитник.

## Клубная карьера
Во взрослом футболе дебютировал в 2009 году выступлениями за клуб «Шибеник», в котором провел два сезона, приняв участие в 55 матчах чемпионата. Большую часть времени, проведенного в составе «Шибеника», молодой футболист был основным игроком атакующего звена команды.
В начале 2012 года подписал контракт с днепропетровским «Днепром», но тут же был отдан в аренду криворожскому «Кривбассу» на один год. В составе украинской команды дебютировал 16 марта 2012 года, проведя на поле один тайм матча против луганской «Зари».
Однако заиграть на Украине Антонио не сумел, сыграв за целый год только 6 матчей за основную команду и в начале 2013 года вернулся на родину, подписав контракт на 3,5 года с «Хайдуком». Однако и здесь игрок заиграть не сумел.
В июне 2013 года его контракт с «Хайдуком» был расторгнут и он на правах свободного агента подписал контракт с бельгийским клубом «Мускрон-Перювельз», который выступал во втором по уровню дивизионе страны.
В начале 2014 года перешёл в хорватский «Задар», где сыграл в 4 матчах. Летом 2014 года подписал контракт с румынским клубом «ЧФР Клуж».
25 июля 2023 года на правах свободного агента перешёл в воронежский «Факел»
В феврале 2024 года расторг контракт с «Факелом» по обоюдному согласию сторон и перешёл в казахстанский «Туран» на правах свободного агента.

## Выступления за сборные
В 2010 году дебютировал в составе юношеской сборной Хорватии, принял участие в 8 играх на юношеском уровне, отметившись одним забитым голом.
С 2011 года привлекался в состав молодёжной сборной Хорватии.